# Deinopa athamas
Deinopa athamas är en fjärilsart som beskrevs av William Schaus 1914. Deinopa athamas ingår i släktet Deinopa och familjen nattflyn. Inga underarter finns listade i Catalogue of Life.